# Circondario di Nienburg/Weser
Il circondario di Nienburg/Weser (targa NI) è un circondario (Landkreis) della Bassa Sassonia, in Germania.
Comprende 3 città e 33 comuni.

Capoluogo e centro maggiore è Nienburg/Weser.

## Geografia antropica
Il circondario di Nienburg/Weser si compone dei seguenti comuni:
(Tra parentesi i dati della popolazione al 31 dicembre 2021)

### Città
- Nienburg/Weser (comune indipendente) (31 570)
- Rehburg-Loccum (10 107)

### Comune mercato
- Steyerberg (5 218)

### Comunità amministrative (Samtgemeinde)
- Samtgemeinde Grafschaft Hoya, con i comuni:

1. Bücken (comune mercato) (2 130)
2. Eystrup (3 452)
3. Gandesbergen (522)
4. Hämelhausen (578)
5. Hassel (Weser) (1 722)
6. Hilgermissen (2 142)
7. Hoya (città) (3 905)
8. Hoyerhagen (984)
9. Schweringen (773)
10. Warpe (700)

- Samtgemeinde Heemsen, con i comuni:

1. Drakenburg (comune mercato) (1 828)
2. Haßbergen (1 595)
3. Heemsen (1 705)
4. Rohrsen * (1 082)

- Samtgemeinde Mittelweser, con i comuni:

1. Estorf (1 701)
2. Husum (2 387)
3. Landesbergen (2 722)
4. Leese (1 653)
5. Stolzenau * (7 537)

- Samtgemeinde Steimbke, con i comuni:

1. Linsburg (984)
2. Rodewald (2 571)
3. Steimbke * (2 428)
4. Stöckse (1 231)

- Samtgemeinde Uchte, con i comuni:

1. Diepenau (comune mercato) (3 950)
2. Raddestorf (1 802)
3. Uchte (comune mercato) (4 977)
4. Warmsen (3 229)

- Samtgemeinde Weser-Aue, con i comuni:

1. Balge (1 720)
2. Binnen (1 002)
3. Liebenau, (comune mercato) (3 880)
4. Marklohe * (4 653)
5. Pennigsehl (1 238)
6. Wietzen (2 095)

### Comuni già appartenenti al circondario
- Anderten
- Anemolter
- Bad Rehburg
- Blenhorst
- Bockhop
- Bohnhorst
- Bolsehle
- Borstel
- Bötenberg
- Brokeloh
- Bruchhagen
- Brüninghorstedt
- Buchhorst
- Bühren
- Campen
- Darlaten
- Deblinghausen
- Dienstborstel
- Diethe
- Düdinghausen
- Erichshagen
- Essern
- Frestorf
- Gadesbünden
- Glissen
- Groß Varlingen
- Großenvörde
- Hahnenberg
- Harrienstedt
- Hesterberg
- Hibben
- Höfen
- Holte
- Holtorf
- Holzbalge
- Holzhausen
- Hoysinghausen
- Huddestorf
- Jenhorst
- Kleinenheerse
- Langendamm
- Lavelsloh
- Leeseringen
- Lemke
- Loccum
- Lohhof
- Mehlbergen
- Münchehagen
- Müsleringen
- Nendorf
- Nordel
- Oyle
- Rehburg
- Sapelloh
- Sarninghausen
- Schessinghausen
- Schinna
- Sebbenhausen
- Sehnsen
- Sieden
- Sonnenborstel
- Staffhorst
- Steinbrink
- Voigtei
- Wellie
- Wenden
- Wendenborstel
- Wiedensahl
- Winzlar
- Wohlenhausen
- Woltringhausen